# Limnephilus decipiens
Limnephilus decipiens är en nattsländeart som först beskrevs av Friedrich Anton Kolenati 1848.  Limnephilus decipiens ingår i släktet Limnephilus och familjen husmasknattsländor. Arten är reproducerande i Sverige. Inga underarter finns listade i Catalogue of Life.